# Arenas Valley, Novi Meksiko
Arenas Valley je popisom određeno mjesto u okrugu Grantu u američkoj saveznoj državi Novom Meksiku. Prema popisu stanovništva SAD 2010. ovdje je živjelo 1522 stanovnika.

## Povijest
U Arenas Valleyu bio je poštanski ured od 20. prosinca 1944. do 20. travnja 1987. Arenas Valley i danas ima svoj kod ZIP, 88022.

## Zemljopis
Nalazi se na 32°47′38″N 108°11′03″W / 32.79389°N 108.18417°W. Prema Uredu SAD-a za popis stanovništva, zauzima 10,55 km2 površine, sve suhozemne.

## Stanovništvo
Prema podatcima popisa 2010. ovdje je bilo 1522 stanovnika, 618 kućanstava od čega 396 obiteljskih, a stanovništvo po rasi bili su 86,5% bijelci, 0,5% "crnci ili afroamerikanci", 1,1% "američki Indijanci i aljaskanski domorodci", 0,2% Azijci, 0,0% "domorodački Havajci i ostali tihooceanski otočani", 7,6% ostalih rasa, 4,2% dviju ili više rasa. Hispanoamerikanaca i Latinoamerikanaca svih rasa bilo je 51,4%.